# Agdistis tamaricis
Agdistis tamaricis ist ein Schmetterling (Nachtfalter) aus der Familie der Federmotten (Pterophoridae).

## Merkmale
Die Falter erreichen eine Flügelspannweite von 18 bis 27 Millimetern und sind graubraun gefärbt. Entlang der Costalader befinden sich vier dunkle Flecken, von denen die beiden inneren größer sind als die beiden äußeren. Der Abstand zwischen den beiden inneren Punkten ist größer als der der beiden äußeren Punkte. Ein weiterer Fleck befindet sich in dorsaler Lage des zweiten Costalflecks. Drei Flecken befinden sich am Rand der Flügelfalte, hier ist der äußere Fleck der größte.
Die Valven des männlichen Genitals sind lang, Fortsätze sind nicht vorhanden. Der Aedeagus ist gebogen und an der Spitze unregelmäßig. Das Ostium des weiblichen Genitals ist mit einer scharfen Spitze versehen. In der Nähe des sich parabelförmig verjüngenden Antrums befinden sich dorsal gelegen zwei große gedrungene Dorne.

## Verbreitung
Agdistis tamaricis ist in der Paläarktis auf den Kanarischen Inseln und im Mittelmeerraum verbreitet. Im Norden reicht das Verbreitungsgebiet bis nach Süddeutschland und Straßburg in Frankreich. Im Osten erstreckt es sich über die Balkanhalbinsel bis nach Kleinasien, den Iran, Afghanistan, Pakistan und China. Im Süden findet man die Falter in Israel, Nordafrika und auf der Arabischen Halbinsel. Im Orient ist die Art in Indien, China und Taiwan vertreten, in der Afrotropis kommt Agdistis tamaricis in Liberia, der Republik Südafrika und Mauretanien vor.

## Lebensweise
Die Raupen ernähren sich von der Französischen Tamariske (Tamarix gallica), Tamarix smyrnensis und der Deutschen Tamariske (Myricaria germanica). In Süddeutschland schlüpfen die Raupen im Herbst und überwintern, die Verpuppung erfolgt im Frühjahr. Die Raupen zeichnen sich durch ein eigentümliches Verhalten aus: Sie schütteln ihre Exkremente durch eine schwungvolle Bewegung des Raupenkörpers ab.

### Flug- und Raupenzeiten
Die Falter fliegen in Abhängigkeit von der geographischen Breite von März bis Oktober in aufeinanderfolgenden Generationen.

## Systematik

### Synonyme
Aus der Literatur sind für Agdistis tamaricis folgende Synonyme bekannt:
- Adactyla tamaricis Zeller, 1847
- Agdistis bagdadiensis Amsel, 1949